# Costachorema hebdomon
Costachorema hebdomon är en nattsländeart som beskrevs av Mcfarlane in Mcfarlane och Cowie 1981. Costachorema hebdomon ingår i släktet Costachorema och familjen Hydrobiosidae. Inga underarter finns listade i Catalogue of Life.